# 1-я бронетанковая бригада (Республика Сербская)
1-я бронетанковая бригада (серб. Прва оклопна бригада / 1 окбр) — бронетанковое подразделение Армии Республики Сербской, участвовавшее в Боснийской войне в составе 1-го Краинского корпуса.

## История

### Состав
Образована 20 мая 1992 на основе 329-й бронетанковой бригады ЮНА. В составе бригады были четыре батальона: три бронетанковых и один механизированный. В первом батальоне насчитывалось 400 человек личного состава, во втором — около 550. Общая численность составляла чуть более 2 тысяч человек. В начале войны в распоряжении бригады были следующие виды бронетехники:
- 99 танков Т-55
- 26 танков M-84 (модернизация танка Т-72)
- 17-танков Т-34
- 23 БМП

Бронетанковый батальон, оснащённый танками M-84, получил своё оружие от 1-й бронетанковой бригады ЮНА, базировавшейся в местечке Врхника (ныне Словения).

### Боевой путь
Ещё под именем 329-й бронетанковой бригады она участвовала в начале Югославских войн в боях за Западную Славонию как подразделение 5-го Баня-Лукского армейского корпуса ЮНА. В Западную Славонию она попала в августе 1991 года, хотя ещё в марте 1991 года один бронетанковый батальон отправился в сторону Плитвицких озёр, где участвовал в безуспешной попытке прорыва осады Госпича в сентябре 1991 года , в котором находились подразделения ЮНА. В ходе дальнейших боевых действий бригада участвовала в захвате автодороги Белград-Загреб с целью освобождения гарнизонов ЮНА в Джаково и Нашице.
С октября 1991 года бригада выполняет задачи по огневой поддержке пехоты. Уже как 1-я бронетанковая бригада Войска Республики Сербской она участвовала в операции «Коридор»: в то время начальником штаба бригады был Новица Симич Бронетанково-механизированные роты бригады входили в состав 1-й тактической группы, которая действовала на правом побережье реки Босна. Совместно с Прняворским батальоном, добровольцами из Модричи, 3-м моторизованным батальоном 16-й Краинской моторизованной бригады и другими подразделениями им удалось освободить летом 1992 года Модричу и Оджак.
В 1993 году бригада была переведена в резерв и размещена в Посавине. Бронетанковый батальон бригады участвовал в операции «Содействие». В сентябре 1994 года две бронетанково-механизированные роты участвовали в операции «Бреза» на бужимском фронте. Один батальон (в его составе были танки M-84) участвовал в обороне Сербской Краины в ходе операций «Вагань», «Мистраль» и «Южное направление».